# الشيخ سعد (القدس)
قرية الشيخ سعد أو خربة الشيخ سعد إحدى قرى محافظة القدس المحتلة، تقع عند الأطراف الشرقية للقدس ويبلغ تعداد سكانها ما يقرب 2000 نسمة.

## الجغرافيا السياسية
وتقع القرية على قمة جبلٍ يبلغ ارتفاعه حوالي 650 متراً عن سطح البحر.
بيوت القرية مبنيّة بتواصلٍ متكاملٍ مع حيّ جبل المكبر الكائن في القدس المحتلّة. وتتبع غالبية مساحة القرية في تعريفها إلى تصنيف C أو ج (وفقاً لاتفاقيات أوسلو)، الذي ظلَّ تحت السيطرة الصهيونيّة الكاملة حتى بعد تأسيس السلطة الفلسطينية.
وتقع منطقة معيّنة من القرية تحت التصنيف ب B حيث تقع المسؤوليات المدنية على السلطة الفلسطينية. وتتبع مجموعة من نحو 15 بيتاً تقع في الطرف الشمالي-الغربي للقرية لمنطقة نفوذ بلدية القدس. كما ويقطع خط الحدود البلدية سبعة بيوت أخرى، بحيث يتبع نصف البيت الواحد إلى مدينة القدس والنصف الثاني إلى الضفة الغربية. من الجهة الشرقية والشمالية-الشرقية لقرية الشيخ سعد وعلى بعد حوالي كيلومترين بخطّ هوائي تقع قرية السواحرة الشرقية المبنية هي أيضًا على قمة جبل عالي الارتفاع. ويمتد بين القريتين وادٍ سحيق.

## السكان
يصل تعداد سكانها إلى حوالي 2000 نسمة تقع بجانب جبل المكبر وتوجد بين السكان في القريتين علاقات عائلية وثيقة. على عكس جبل المكبر، لم يتم ضم قرية الشيخ سعد إلى القدس في العام 1967 وبقيت من الناحية الرسمية جزءا من الضفة الغربية. ومع هذا، فقد استمرت القرية في الأداء على أنها جزء من القدس الشرقية واعتمد سكان القرية على الخدمات التي حصلوا عليها في المدينة، وبضمن هذا خدمات التعليم والصحة. وقد اعتاش معظم سكان القرية من العمل داخل القدس. نصف سكان القرية هم من المواطنين الثابتين في إسرائيل وهم يحملون هويات زرقاء. باقي السكان يحملون بطاقات هوية فلسطينية غير أن معظمهم يحملون تصاريح دخول إلى «إسرائيل».

## التاريخ
وتشكّل قرية الشيخ سعد تاريخيًا جزءًا من منطقة عرب السواحرة التي تشمل أيضًا جبل المكبر والسواحرة الشرقية والسواحرة الغربية. ويتألف سكان المنطقة، في غالبيتهم، من عددٍ قليل من العائلات الموسّعة (الحمائل) من أصل بدوي. ويرتبط سكان المنطقة ببعضهم البعض بروابط عائلية واجتماعية متشعبة جدًا.
في سنة 1967 ضمّت دولة الاحتلال الصهيونيّ إليها مناطق واسعة من الضفة الغربية وشملتها ضمن منطقة نفوذ مدينة القدس. وقسّمت حدود المدينة الجديدة منطقة عرب السواحرة بحيث خلقت فروقاً مصطنعة في مكانة الساكن. وفي الوقت الذي تم ضمّ حي جبل المكبر والسواحرة الغربية إلى داخل الحدود الجديدة لمدينة القدس والاعتراف بسكانهما على أنهم «مقيمون دائمون» داخل «إسرائيل»، ظلَّت غالبية مساحة حي الشيخ سعد والسواحرة الشرقية جزءًا من الضفة الغربية (كما عرّفتها سلطات الاحتلال مجددًا).

## الجدار الفاصل والاحتلال
يؤثر الاحتلال الإسرائيلي اليهودي بشكل مباشر في القرية ففي تاريخ 15 آذار 2010 قبلت محكمة العدل العليا الإسرائيليلة موقف الدولة وحددت أن قرية الشيخ سعد الواقعة على الأطراف الجنوبية الشرقية في منطقة نفوذ مدينة القدس، تُفصل عن القدس الشرقية بواسطة الجدار الفاصل، وهو عبارة عن سور بارتفاع ثمانية أمتار.
أغلقت قوات الاحتلال في أيلول 2002 الشارع الذي يربطه بمحيطها بالكثبان الترابية والمكعبات الإسمنتية، وفي قرار للمحكمة العليا الإسرائيلية أصدرته في 15 آذار 2010 قبلت المحكمة موقف جيش الاحتلال (ردا على اعتراض قانوني قدمه أهالي القرية) وصادقت على مسار الجدار بين القرية وجبل المكبر، بالرغم من أن قضاة المحكمة "اعترفو بأن الجدار سيؤثر مستقبلا بصورة غير بسيطة.

### الطريق الوحيد
إلى جانب سيل المجاري القادم من المستوطنات الإسرائيلية وأحياء القدس الذي يعبر قرية «الشيخ سعد» جنوب شرقي القدس ووعورة الطريق الجبلية الرئيسة المؤدية إليها، إضافة إلى ارتفاع معدل البطالة إلى 65 بالمئة بفعل المنع «الأمني» الذي تفرضه سلطات الاحتلال على عمّالها عبر منعهم من الحصول على تصاريح للعمل، ثم إغلاق ما يزيد على 80 متجرا ومصلحة حرفية بفعل الحاجز واضطرار أكثر من 150 مواطنا لانتظار معونات «الشؤون الاجتماعية».

### تضييق حتى على ذوي الأموات
يحتاج ذوو الأموات «هنا» إلى «تنسيق أمني» لإيصال موتاهم ودفنهم في مقبرة القرية المتواجدة في بلدة جبل المكبر المجاورة ! قبل بناء الجدار الذي عزل «الشيخ سعد».